# Kercza Imre
Kercza Imre (Kőkút, 1940. november 18. – 2019. július 21.) magyar újságíró, főszerkesztő.

## Életútja
Jogász és közgazdász diplomát szerzett. 1963-tól a Somogyi Néplapnál újságíró, rovatvezető, majd főszerkesztő-helyettes volt. 1990 -től a Somogyi Néplap, majd később a névváltoztatás után a  Somogyi Hírlap főszerkesztője lett. 2001-től az Europress Sajtó- és Fotóügynökség főszerkesztőjeként is tevékenykedett. 2002-ben Táncsics Mihály-díjat kapott. 2006-ban a Magyar Köztársasági Érdemrend Lovagkeresztje (polgári tagozat) díjat vehette át a Parlament kupolatermében.

## Díjai
- Táncsics Mihály-díj (2002)
- Aranytoll (2006)
- Somogy Polgáraiért díj

## Művei
- Találkozások, csavargások, töprengések (2000)
- Világnézetek (2005)